# Ellenabad
Ellenabad là một thành phố và là nơi đặt ủy ban đô thị (municipal committee) của quận Sirsa thuộc bang Haryana, Ấn Độ.

## Địa lý
Ellenabad có vị trí 29°27′B 74°39′Đ / 29,45°B 74,65°Đ Nó có độ cao trung bình là 189 mét (620 feet).

## Nhân khẩu
Theo điều tra dân số năm 2001 của Ấn Độ, Ellenabad có dân số 32.786 người. Phái nam chiếm 54% tổng số dân và phái nữ chiếm 46%. Ellenabad có tỷ lệ 57% biết đọc biết viết, thấp hơn tỷ lệ trung bình toàn quốc là 59,5%: tỷ lệ cho phái nam là 64%, và tỷ lệ cho phái nữ là 49%. Tại Ellenabad, 15% dân số nhỏ hơn 6 tuổi.